# 3914 Kotogahama
3914 Kotogahama è un asteroide della fascia principale. Scoperto nel 1987, presenta un'orbita caratterizzata da un semiasse maggiore pari a 3,0148009 UA e da un'eccentricità di 0,0834807, inclinata di 9,34173° rispetto all'eclittica.